# Sonata per a violí en re menor (HWV 359a)
La Sonata per a violí en re menor (HWV 359a) fou composta cap a l'any 1724 per Georg Friedrich Händel. Està escrita per a violí i teclat (clavicèmbal). L'obra també té la referència HHA iv/18,10. No hi ha cap indicació en el catàleg HG (Händel-Gesellschaft).
Té l'encapçalament "Sonata 2", i segueix a la Sonata en sol menor dels autògrafs del Museu Fitzwilliam. Aquesta sonata no és una de les publicades per Walsh o Chrysander; tanmateix, va ser revisada i apareix publicada per ambdós editors com a Sonata per a flauta en mi menor (HWV 359b).
Una interpretació típica dura una mica més de set minuts.

## Moviments
L'obra consta de quatre moviments:
| Moviment | Tipus   | Notes |
| -------- | ------- | ----- |
| 1        | Grave   |       |
| 2        | Allegro |       |
| 3        | Adagio  |       |
| 4        | Allegro |       |